# Río Tapenagá
Río Tapenagá är ett vattendrag i Argentina. Det ligger i den nordöstra delen av landet, 700 km norr om huvudstaden Buenos Aires.
I omgivningarna runt Río Tapenagá växer huvudsakligen savannskog. Runt Río Tapenagá är det glesbefolkat, med 16 invånare per kvadratkilometer.